# Osiedle Dąbrowskiego (Rzeszów)
Osiedle Dąbrowskiego – osiedle nr VI miasta Rzeszowa, usytuowane w dzielnicy Śródmieście na południe i południowy zachód od centrum miasta wokół ul. gen. Jarosława Dąbrowskiego.

## Granice
Na północy osiedle sięga do ul. Chrzanowskiej, na zachodzie do linii kolejowej Rzeszów–Jasło, a na wschodzie do rzeki Wisłok. Na południu granicą jest od 2019 Aleja Batalionów Chłopskich, jednak do osiedla należy wciąż położony poza aleją rejon ul. Poznańskiej oraz tereny głównego kampusu Politechniki Rzeszowskiej i zakładów lotniczych aż do ul. Matuszczaka.

## Historia
Budowa osiedla rozpoczęła się w latach 1937–1939 w ramach inwestycji Centralnego Okręgu Przemysłowego według planu urbanistów Władysława Śmigielskiego i Kazimierza Dziewońskiego. Powstały wówczas w rejonie ul. Langiewicza z ramienia biura Funduszu Kwaterunku Wojskowego przy Ministerstwie Spraw Wojskowych pod kierownictwem architekta Wacława Zouzala 303 mieszkania w 9 blokach i szereg willi dyrektorskich w ramach osiedla fabrycznego, przy obecnej ul. Poznańskiej (wówczas Zwięczyca) osiedle majsterskie dla pracowników filii Zakładów Cegielskiego w Poznaniu, a nad Wisłokiem Wytwórnia Silników PZL. Główna część osiedla fabrycznego wokół ul. Dąbrowskiego została zrealizowana po II wojnie światowej w latach 1950–1953, z dalszymi uzupełnieniami do 1972. Czterokondygnacyjna zabudowa osiedla Piastów powstała według projektu Józefa Polaka w latach 1960–1966, a punktowce od strony ul. Hetmańskiej stanęły na 17-metrowych palach według projektu Andrzeja Martensa i Jerzego Noska w latach 1968–1971. U podnóża skarpy, na której znaleziono pozostałości dawnej osady, do lat 70. płynął potok Rudka. W latach 80. zbudowane zostały według projektu Barbary Mamulskiej tarasowce od strony al. Powstańców Warszawy, wyróżnione na Pierwszym Przeglądzie Prac Projektowych w Gdańsku.
Osiedle historycznie obejmowało również obszar wokół ul. Podkarpackiej aż po Zwięczycę. 9 lipca 2019 zewnętrzną część osiedla na południe od Alei Batalionów Chłopskich (z wyjątkiem obszaru Politechniki Rzeszowskiej i zakładów lotniczych) wydzielono tworząc Osiedle Zawiszy Czarnego.

## Demografia
28 grudnia 2010 osiedle liczyło 5000 mieszkańców, a według stanu na 10 maja 2019 zamieszkiwało je 8857 osób. Po wyodrębnieniu Osiedla Zawiszy Czarnego według stanu na 31 października 2019 osiedle liczyło 5642 mieszkańców, natomiast 18 lutego 2021 – 5186 mieszkańców.

## Infrastruktura
Na terenie osiedla znajduje się Wojewódzka Komenda Policji (budynek z 1954–1956, architekt Gerard Pająk), siedziba jednostki wojskowej Wojska Polskiego, park im. NSZZ Solidarność, Politechnika Rzeszowska im. Ignacego Łukasiewicza, Instytut Muzyki Uniwersytetu Rzeszowskiego, IV Liceum Ogólnokształcące, Zespół Szkół Plastycznych, kompleks akademików, a także trzy świątynie rzymskokatolickie: barokowy kościół Garnizonowy, kościół par. pw. Matki Boskiej Saletyńskiej i kościół par. pw. św. Jacka należący do zakonu dominikanów. 

## Architektura
Na osiedlu przeważa wysoka zabudowa mieszkaniowa (tzw. bloki).
Przy ukończonym w 1970 i zasiedlonym w 1971 budynku mieszkalnym przy ul. Dąbrowskiego 21 na północnych obrzeżach osiedla stoi rzeźba nazwana nieoficjalnie w 2022 pomnikiem Baby Yody. Rzeźba powstała jako część założenia architektonicznego bloku, który wyróżnia się osadzeniem na betonowych filarach i dostępem do mieszkań poprzez balkony. Autorem projektu zrealizowanego przez Miejski Zarząd Budynków Mieszkalnych był Andrzej Pęckowski (1941–2020), wychowanek pobliskiego Zespołu Szkół Plastycznych (wówczas Publicznego Liceum Sztuk Plastycznych w Sędziszowie Małopolskim, przeniesionego do Rzeszowa w 1977), uczeń krakowskiego architekta Jerzego Bandury.
Bezpośrednio na południowy wschód od wieżowca przy ul. Dąbrowskiego 21 pod adresem ul. Chrzanowskiej 10 znajduje się willa z 1900, prawdopodobnie zaprojektowana przez Tadeusza Tekielskiego, która od 1981 figuruje w wojewódzkim rejestrze zabytków. Podpiwniczony budynek o dwóch kondygnacjach na planie podkowy jest zwieńczony zredukowaną wieżyczką i ściankami kolankowymi z murem szachulcowym. W październiku 2022, powołując się na ekspertyzę Miejskiego Zarządu Dróg, miasto odrzuciło wniosek współwłaściciela obiektu, firmy deweloperskiej Apklan, o pozwolenie na przebudowę willi na hotel i restaurację; projekt przewidywał m.in. rozbiórkę dachu. Władze podjęły następnie pertraktacje z właścicielem, dążąc do przejęcia zaniedbanego zabytku celem jego ochrony. 14 września 2024 w jednym z pomieszczeń niezamieszkanej willi wybuchł pożar, który uszkodził poszycie dachowe i stał się przyczyną dochodzenia policyjnego.